# Verbond van Heilbronn

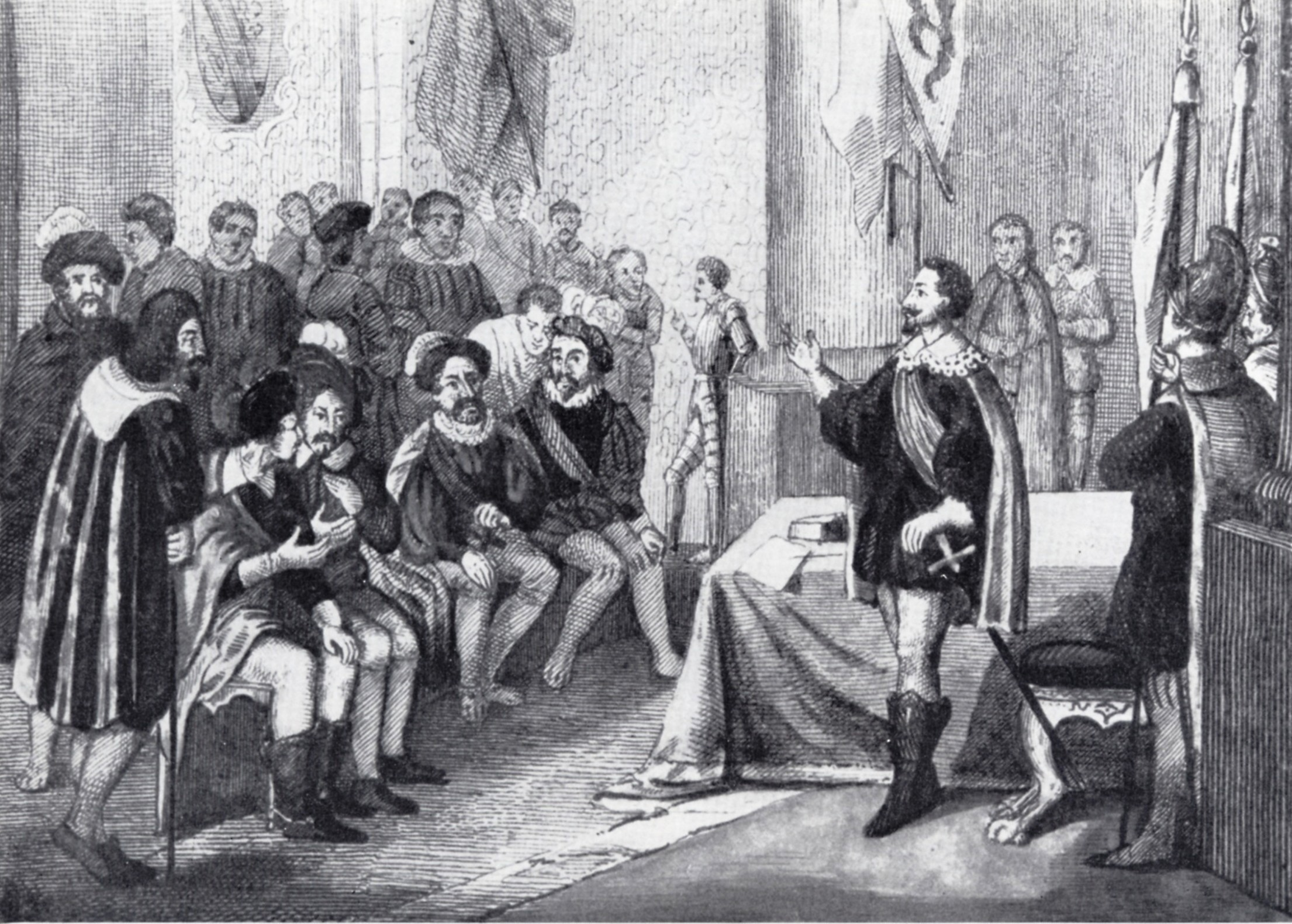
Het Verbond van Heilbronn

Het Verbond van Heilbronn was een militaire alliantie tussen protestantse staten in de Dertigjarige Oorlog. Het verbond werd gesloten op 27 april 1633 in Heilbronn op initiatief van de Zweedse kanselier Axel Oxenstierna, die er ook de leiding over kreeg. De keurvorsten van Saksen en Brandenburg weigerden deelname, zodat naast Zweden vooral kleinere Duitse staten uit Franken, Schwaben en Rijnland deelnamen. 
Na de dood van de Zweedse koning Gustaaf II Adolf hadden de protestanten nood aan een verband om samen te werken en de kosten van de oorlog te delen. De protestanten hadden na de gewonnen Slag bij Lützen (1632) militair het overwicht, maar het ontbrak hen aan de financiële middelen om het offensief verder te zetten. Saksen en Brandenburg waren met Zweden geallieerd maar weigerden toe te treden omdat ze niet onder Zweedse leiding wilden opereren. 
Het Verbond van Heilbronn beschikte in het najaar van 1633 over een troepenmacht van 100.000 man, maar de coördinatie was gebrekkig en de financiën bleven een probleem. Militair was het verbond redelijk succesvol, tot de grote nederlaag in de Slag bij Nördlingen in november 1634. Het verbond was de facto ontbonden na de Vrede van Praag in 1635.